# Bedford, Texas
Bedford är en stad i Tarrant County i Texas. Vid 2010 års folkräkning hade Bedford 46 979 invånare.

## Kända personer från Bedford
- Courtney Kupets, gymnast
- Chas Skelly, MMA-utövare
- Myles Turner, basketspelare